# 花灯泡子
花灯泡子，是一个位于中国内蒙古自治区通辽市科尔沁左翼后旗阿古拉镇境内的内流盐湖，地处阿古拉镇政府驻地以东约20千米，湖北岸为花德热嘎查。《中国湖泊志》附录中记录本湖为“无名湖”，水位180米，湖长2.6千米，最大宽1.2千米，平均宽0.9千米，面积2.3平方千米。
2019年科尔沁左翼后旗人民政府公布的河湖管理范围划定成果，花灯泡子面积为3.13平方千米。
根据2020年公布的科左后旗河湖长名单，花灯泡子苏木镇级湖长为阿古拉镇组织委员，村级湖长为花德热嘎查（花灯嘎查）党支部书记。